# Tracey Emin

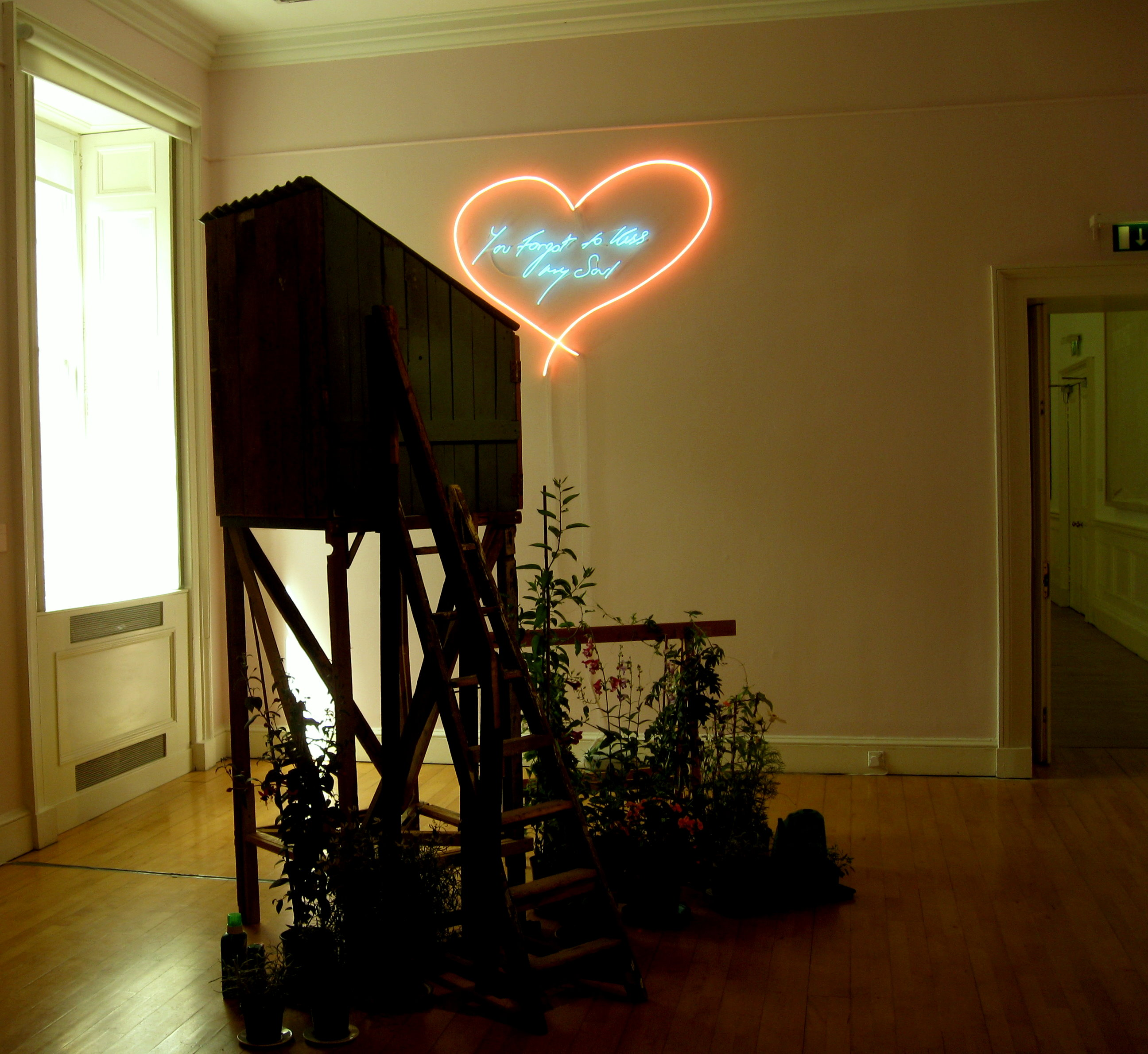
„You Forgot To Kiss My Soul” autorstwa Tracey Emin

Tracey Karima Emin (ur. 3 lipca 1963 w Croydon, w Londynie) – brytyjska artystka zajmująca się malarstwem, rysunkiem, grafiką, rzeźbiarstwem, fotografią, instalacją, tekstami neonowymi i filmem. Jedna z najbardziej znanych przedstawicielek grupy Young British Artists z lat 90. XX wieku.

## Życiorys
Dorastała w Margate, ze swoim bliźniaczym bratem Paulem. Jej matka jest Angielką, a ojciec – Turkiem cypryjskim. Absolwentka Royal College of Art w Londynie (1989). Wystawiała w wielu prestiżowych galeriach. W 2007 reprezentowała Wielką Brytanię na Biennale w Wenecji. Od 2011 jest profesorem rysunku w londyńskiej Royal Academy of Arts. W 2013 została odznaczona Orderem Imperium Brytyjskiego (CBE). Mieszka w Londynie.

## Twórczość
Sztuka artystki opiera się na jej własnych życiowych doświadczeniach. Miłość, seksualność czy tęsknota, to główne tematy. Ujawnia intymne szczegóły w swoich często prowokujących dziełach, np. w instalacji „Everyone I Have Ever Slept With 1963–1995”. Z kolei „My Bed” z 1998, to prawdziwe łóżko artystki, z wszystkimi użytymi rzeczami, w którym spędziła kilka dni, cierpiąc na depresję. Instalacja ta była pokazywana w Tate Gallery i nominowana do prestiżowej nagrody Turner Prize w 1999.
Była od wczesnych lat zainspirowana twórczością Egona Schielego i Edvarda Muncha. W 2018 wygrała konkurs na udekorowanie przestrzeni przy nowej siedzibie Muzeum Muncha w Bjørvika w Oslo. W 2021 stanęła tam siedmiometrowa rzeźba jej autorstwa – „The Mother”. Była też pierwszą artystką, która miała indywidualną wystawę w tym muzeum, co zbiegło się z jego oficjalnym otwarciem w październiku 2021.
Tracey Emin jest też autorką wielu publikacji.